# Второй дагестанский поход Надир-шаха
Второй дагестанский поход Надир-шаха — кампания персидской армии под руководством Надир-шаха в 1735 году по подчинению Дагестана.

## Предыстория
После победного первого похода 1734 года шах уходит из Дагестана. В марте 1735 года между Россией и Персией был подписан Гянджинский договор, по которому земли ниже Сулака признаются Россией за шахом, а сама река — границей между владениями.
Весной 1735 года кубинские лезгины, поддержанные дагестанцами, осадили проиранского правителя Гусейн-Али-хана в Кубе. На помощь осаждённому хану пришли дербентский комендант и шамхал Хасбулат. Вместе они оттеснили восставших, которые потеряли 300 человек убитыми и пленными.
У дагестанцев подобное бездействие Ирана возродило надежду на помощь от Турции.
К лету 1735 года Надир вытеснил турок из Закавказья.
Осенью 1735 года шах предпринял второй поход против дагестанских горцев.

## Поход
11 октября 1735 года шах выступил из Гянджи, разбил джарцев, взял под контроль Шеки, Шемаху, Мушкюр и вышел в Табасаран. Здесь, в Дере-магале, он создал базу: комендант Дербента и Риза-кули-мирза, старший сын Надира, сосредоточили здесь запас провианта и войсковой обоз. Опираясь на неё, Надир, действуя тремя отрядами, одновременно ударил на Будух и Хиналуг, на Докуз-пару и Ахты-пару, на Кюру и Кабир. Разгромив эти общины, он соединил силы у Гильяра в Кюре и отсюда двинулся к Дербенту, 11 ноября он уже вышел на его северную сторону, оказавшись на пороге Кайтага.
За это время Эльдар-шамхал, Ахмед-хан и Сурхай стягивали свои силы к Казанищу, намереваясь разбить шамхала Хасбулата и тем обезопасить себе тыл и развязать руки для борьбы с шахом. Уцмий не успел соединиться с союзниками — его собранное войско ещё не вышло за пределы Кайтага. Со стороны Дербента их прикрывал сын уцмия Хан-Мухаммед. Надир с небольшим отрядом в ту же ночь вышел к Маджалису, преодолев окопы Хан-Мухаммеда, рассеял его войско, пленных перебил. Хан-Мухаммед и остатки его отряда укрылись в Верхнем Кайтаге. Маджалис и окрестные села были разграблены, скот и всё жилое имущество были захвачены персами. Разоряя по пути все сёла, Надир дошёл до Губдена, где и соединился с Хасбулатом. Эльдар отступил в Аварию, Сурхай — в Кази-Кумух.
17 декабря объединённые силы иранцев и Хасбулата из Губдена двинулись на Кумух, по пути пройдя через Акушу. Там ему изъявил покорность акушинский кадий Хаджи-Айюб, который, как оказалось, тайно отправлял Сурхай-хану войско на помощь.
В горах около Кумуха Надир окружил и атаковал силы Сурхая с четырёх сторон. Войско шаха в 30 000 солдат под его руководством атаковала 10-тысячное войско Сурхая. Хотя силы были неравные, в разгаре сражения «смелый, отважный Сурхай устремился в центр боя». Особая роль отводилась афганцам, привычным к горной войне. Бой был упорнейшим, с обеих сторон были большие потери, главной причиной победы Надира было превосходство в резервах, вслед за одним войском шаха двигались и другие, а главное — Надир не попал в ловушку, подготовленную ханом и бой сразу пошёл не по плану Сурхая. Горцы отступили, Сурхай с остатками ушёл в Аварию.
Хоть шах и одержал победу, он и на этот раз не осмелился пойти на Аварию, так как его войско было сильно потрёпано и попросту не могло двигаться. На помощь Сурхаю спешил Эльдар со своим войском, он опоздал менее чем на сутки. Они, подходя к Кумуху, по ошибке приняли персидских солдат на высотах за людей Сурхая, из-за чего попали в ловушку, большинство погибло, Эльдару с остатками отряда удалось уйти.
Не дойдя до самого Кумуха, шах вспомнил, что остались ещё уцмий Ахмед-хан, который и раньше не являлся к нему с повинной, и акушинский кадий, который вышел из повиновения и перешёл на сторону Сурхай-хана. Шах после оказанного упорного сопротивления жестоко разорил акушинские селения, заставив кадия капитулировать.
Другая часть армии шаха двигалась на столицу уцмия — Кала-Корейш. Иранское войско осадило город, и уцмий Ахмад-хан вынужден был сдаться. Мир с Надиром закрепили тем, что дочь уцмия поженили за кубинского хана Гусейн-Али, происходившего тоже из уцмийского дома.

## Последствия
Наградив Хасбулат-шамхала и перешедших к нему дагестанских владельцев, Надир отправился в Муганскую степь, куда прибыл в начале марта 1736 года.
Мирза-Мехди Астрабади, личный секретарь Надира, говорил русскому резиденту при персидском дворе И. Калушкину, «будучи в лагере, легко присмотреть, в каком состоянии войско иранское находится, о чем меж нами можно откровенно говорить, что оное весьма не то, которое из-под Карсу пришло, а от последнего дагестанского похода сильно изнурено, так что без сожаления на них и смотреть нельзя».
В 1736—1737 годах в Ширване н Дагестане проходили крупные волнения. Весной 1736 года Сурхай-хан во главе с горцами напал на Дербент и старую Шемаху.
В 1738 году снова восстали жители Джаро-Белоканского союза. Был убит брат Надир-шаха Ибрагим-хан. Убийство брата и тревожные вести из Дагестана и Азербайджана, которые не признавали власти Ирана, заставили Надир-шаха предпринять очередной поход.